# Акротирі (авіабаза)
Королівська авіабаза Акротирі, загальноприйняте скорочення RAF Akrotiri (IATA: AKT, ICAO: LCRA) (грец. Βασιλική Πολεμική Αεροπορία Ακρωτηρίου; тур. Kraliyet Hava kuvvetleri Ağrotur) — військова авіабаза Королівських повітряних сил Великої Британії на середземноморському острові Кіпр. Розташована в Західній суверенній зоні базування, одній з двох зон, які включають Акротирі та Декелію, що знаходяться під суверенітетом Великої Британії та мають статус британської заморської території.

## Історія
Королівська авіабаза Акротирі була побудована в середині 1950-х років, щоб зменшити навантаження на головну авіабазу  Королівських повітряних сил Великої Британії на Кіпрі в центрі острова, в Нікосії.

### Суецька криза
Наприкінці 1956 року відносини між Великою Британією та Єгиптом досягли кризи. Суецька криза призвела до подальшого збільшення чисельності сил Королівських ПС Великої Британії на Кіпрі. Акротирі був переважно аеродромом для винищувачів, літаків фоторозвідки і штурмовиків. Його регулярні ескадрильї нічних винищувачів Gloster Meteor, літаків фоторозвідки English Electric Canberra і штурмовиків De Havilland DH.112 Venom були посилені новими Canberra, які були готові до дій у разі нападу Єгипту на Ізраїль.

### 1960-ті

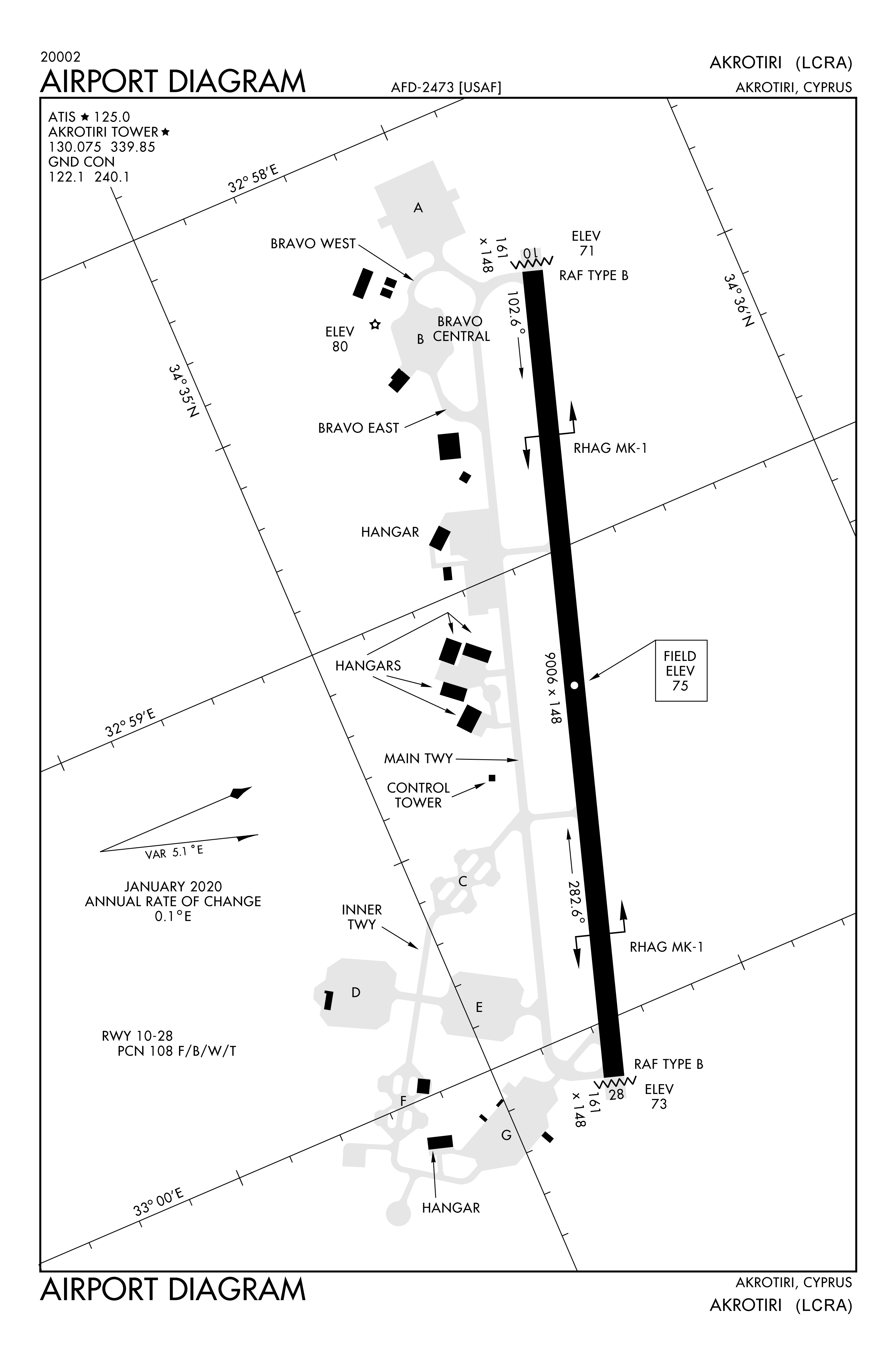
Схема авіабази «Акротирі»

Після Суецької кризи основний акцент діяльності на аеродромі змістився на допомогу в боротьбі з повстанням ЕОКА та тренувальні місії. Після виведення військ з Єгипту та Іраку і Суецької кризи стало зрозуміло, що командування з центром на Кіпрі не може контролювати підрозділи, дислоковані на Аравійському півострові, яких все ще було багато. Як наслідок, Середньосхідне командування було розділене: частина на схід від Суеца контролювалася з Адена, Ємен, а решта була перейменована на Близькосхідне командування, яке контролювалося з Кіпру. З 1957 по 1969 рік чотири ескадрильї, що обслуговують Канберру (ескадрилья № 6, ескадрилья № 32, ескадрилья № 73 і ескадрилья № 249), забезпечували спочатку звичайний, а з листопада 1961 року і ядерний ударний потенціал в рамках Багдадського пакту, пізніше Організації Центрального Договору.
Акротирі, разом з Нікосією, набув дуже важливого статусу, будучи практично єдиним засобом проектування британської військово-повітряної сили у східному Середземномор'ї, окрім авіаносців. У 1960 році Кіпр отримав незалежність, а аеродроми «Нікосія» і «Акротирі» залишилися під контролем Близькосхідних військово-повітряних сил (NEAF). Однак Акротирі набув більшого значення, оскільки Нікосія використовувалася для більшого трафіку цивільної авіації. Після 1966 року утримувати підрозділи ВПС у Нікосії стало неможливо через брак місця, і Акротирі став єдиною льотною станцією ВПС, що залишилася на острові.

### 1970-ті
У серпні 1970 року на аеродром прибув загін "G" Центрального розвідувального управління (ЦРУ) з розвідувальними літаками Lockheed U-2 для спостереження за бойовими діями в Суецькому каналі між Єгиптом та Ізраїлем і припиненням вогню. Постійний моніторинг припинення вогню на Близькому Сході було розпочато 100-м стратегічним розвідувальним крилом після війни Судного дня 1973 року.
До 1974 року RAF Akrotiri мала збалансований склад літаків, включаючи 9-ту ескадрилью та 35-ту ескадрилью, обидві з яких літали на стратегічних бомбардувальниках Avro Vulcan. Вулкани забезпечували бомбардувальну авіацію для СЕНТО, одного з трьох основних антикомуністичних пактів про взаємну оборону, підписаних на початку Холодної війни. Однак того ж року турецькі війська вторглися на Кіпр у зв'язку зі спонсорованим Грецією переворотом. Велика Британія евакуювала більшу частину ВПС з Акротирі, оскільки договір СЕНТО виявився непотрібним. Дві ескадрильї «Вулканів» вилетіли на британські станції в 1975 році. На аеродромі залишився льотний підрозділ, який постійно приписаний до станції донині: 84-а ескадрилья, вертолітний пошуково-рятувальний підрозділ, а також полк 34-ї ескадрильї Королівських ПС Великої Британії, який надавав підтримку.
У вересні 1976 року американські операції U-2 були перепідпорядковані 9-му стратегічному розвідувальному крилу (9th SRW), але операція U-2 на авіабазі Акротирі продовжувала називатися Operating Location до вересня 1980 року. Після цього вона стала 3-м загоном 9-ї СРЗ. Два літаки U-2 дислокуються на RAF Akrotiri, і вони все ще здійснюють моніторинг угоди про припинення вогню між Єгиптом і Ізраїлем, хоча поточні операції в зоні Центрального командування США вимагають подальших місій. U-2 також пролітають через авіабазу Акротирі транзитом або на шляху до театру бойових дій Центрального командування, або повертаючись на авіабазу Біл, Каліфорнія.

### 1980-ті
Через відносну близькість авіабази до Близького Сходу її використовували для прийому американських поранених після бомбардування казарм у Бейруті 1983 року.
З квітня 1983 року по вересень 1984 року гелікоптери RAF Boeing Chinook дислокувалися в Акротирі для підтримки британських сил ООН в Лівані (UNIFIL).
В середині 1980-х років США розпочали удари у відповідь проти Лівії після того, як лідер країни Муаммар Каддафі був причетний до вибуху дискотеки у Західному Берліні. Хоча бомбардування були здійснені з території Великої Британії, Акротирі використовувався як запасний варіант на випадок надзвичайної ситуації, і в цій ролі був використаний щонайменше один літак. Це призвело до дій у відповідь проти британської бази.

### 2000-ті

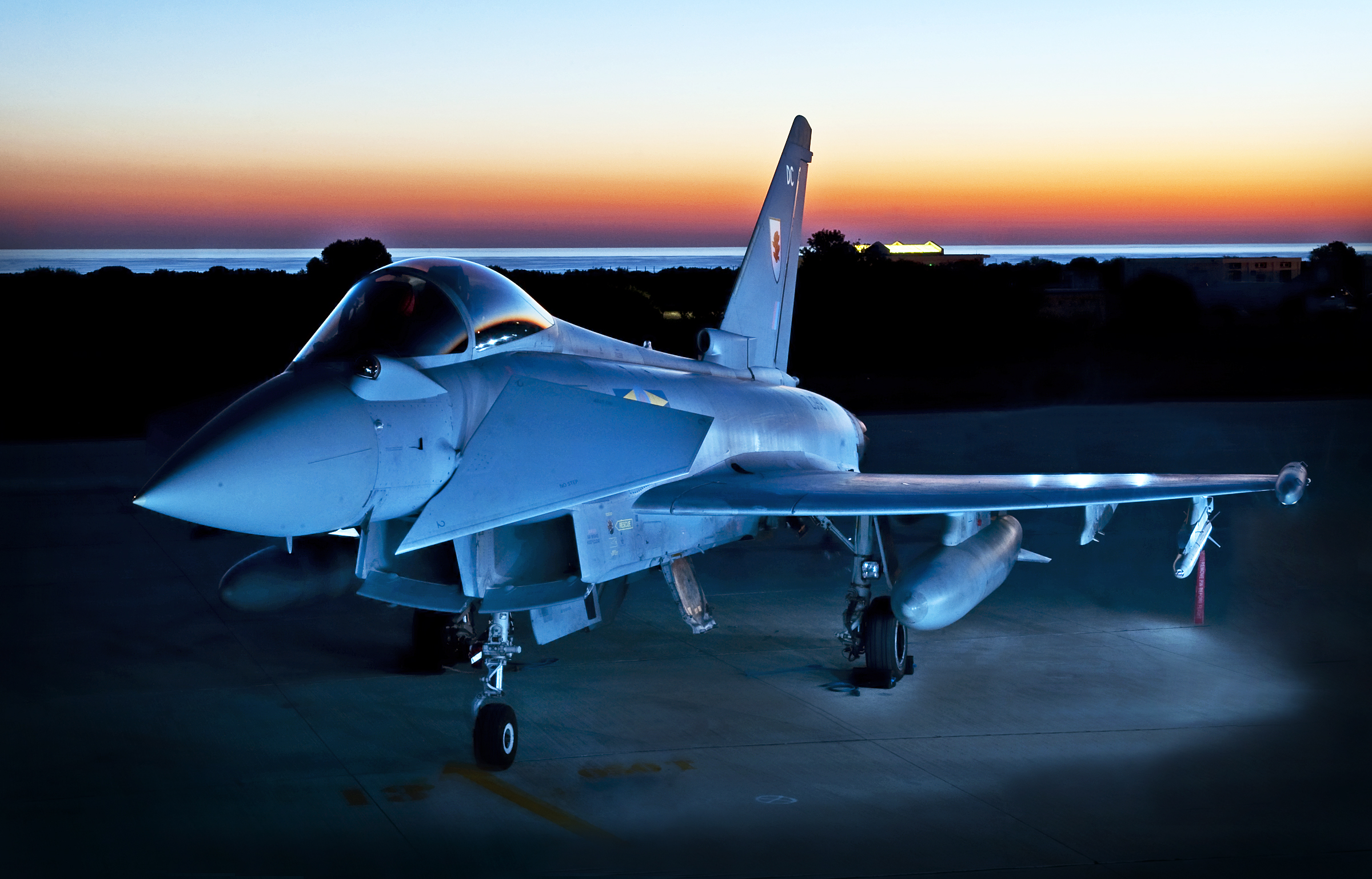
Винищувач 11 ескадрильї Eurofighter Typhoon припаркований на авіабазі RAF Akrotiri

У липні 2006 року авіабаза Акротирі відіграла важливу роль як транзитний пункт для евакуації особового складу з Лівану під час Ліванської війни 2006 року.
Акротирі був місцем розташування головного передавача добре відомої номерної станції «Лінкольнширський браконьєр», передачі припинилися у 2008 році.

### 2010-ті
У березні 2011 року авіабаза використовувалася для базування для літаків підтримки, задіяних в операції «Еламі», внеску Великої Британії у військову інтервенцію під проводом НАТО в Лівії. Тут базувалися підрозділи підтримки танкерів і логістики для підтримки повітряних операцій над країною.
У серпні 2013 року шість літаків RAF Eurofighter Typhoon були розгорнуті в Акротирі для захисту бази, «щоб забезпечити захист інтересів Великої Британії і оборону наших суверенних територій базування в часи підвищеної напруженості в регіоні». Раніше в Акротирі були розгорнуті два літаки-заправники RAF TriStar і літак Sentry AEW1.
На авіабазі розташовувався головний госпіталь британських військ на Кіпрі — госпіталь принцеси Марії (TPMH), розташований на мисі Зевгарі. Він був закритий у жовтні 2012 року, а випадки, занадто серйозні для лікування в базовому госпіталі, були направлені до приватної поліклініки «Ігія» в Лімасолі.
У серпні 2014 року шість винищувачів-бомбардувальників RAF Panavia Tornado були розгорнуті в Акротирі для проведення розвідувальних місій над Іраком, після появи Ісламської держави (ІДІЛ) в Іраку та Сирії. 26 вересня 2014 року члени парламенту проголосували за те, щоб Королівські військово-повітряні сили наносили повітряні удари по ІДІЛ в Іраку, а 27 вересня перші два винищувачі «Торнадо» вилетіли з Акротирі, завантажені бомбами і ракетами з лазерним наведенням. 
30 вересня 2014 року два британських Panavia Tornado успішно перехопили і атакували цілі ІДІЛ у вигляді добре озброєної вантажівки на прохання іракських курдських бойовиків.
Авіабаза була використана для підтримки ракетних ударів по Сирії у 2018 році.
У червні 2019 року авіабаза RAF Akrotiri здійснила перший оперативний виліт F-35 Lightning II Королівських ПС Великої Британії. Шість літаків були розгорнуті для участі в операціях проти Ісламської держави.

### 2020-ті

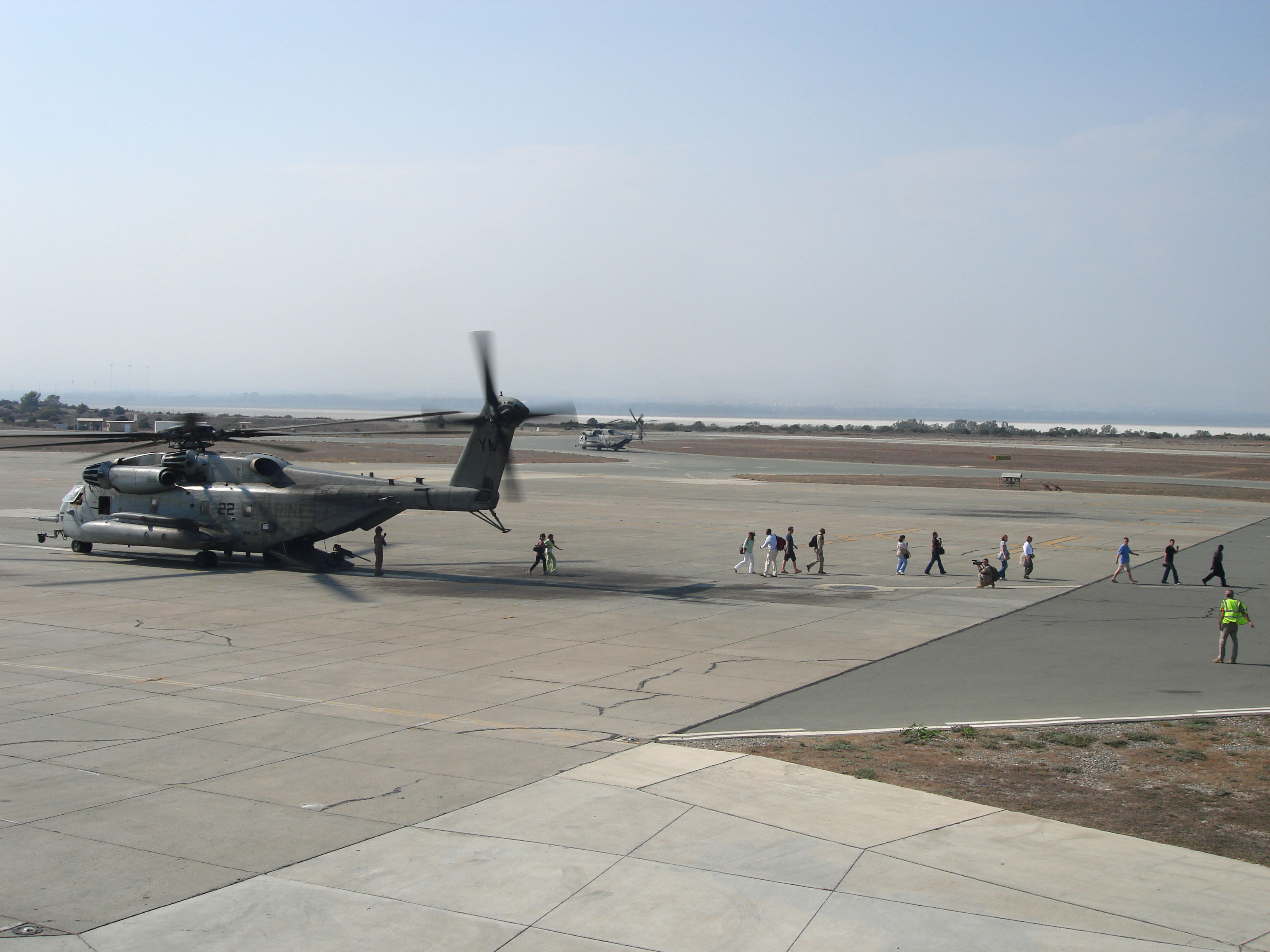
Гелікоптер морської піхоти США на авіабазі «Акротирі»

Польотні журнали свідчать, що військово-транспортні літаки Великої Британії здійснювали численні польоти з Акротирі до тель-авівського аеропорту Бен-Гуріон під час війни між Ізраїлем та ХАМАС у 2023 році. Причини цих польотів були невідомі. У парламенті було заблоковано питання про операції на авіабазі.
Чотири RAF Eurofighter Typhoon, що базуються в Акротирі, завдали ударів по об'єктах хуситів в Ємені 12 січня 2024 року.